# Municipio de Kibler
Kibler Township era un municipio del condado de Crawford, Arkansas, Estados Unidos. Según el censo de 2020, en ese momento tenía una población de 1169 habitantes.
Tiene un código de clase Z4, que implica que ya no es reconocida por la Oficina del Censo.

## Geografía
La subdivisión estaba ubicada en las coordenadas 35°23′27″N 94°11′23″O / 35.39083, -94.18972 (35.390839, -94.189813). Según la Oficina del Censo de los Estados Unidos, tenía una superficie total de 75.70 km², de la cual 70.46 km² correspondían a tierra firme y 5.24 km² estaban cubiertos de agua.

## Demografía
Según el censo de 2020, en ese momento había 1169 personas residiendo en la zona. La densidad de población era de 16.6 hab./km². El 79.56 % de los habitantes eran blancos, el 1.37 % eran afroamericanos, el 3.08 % eran amerindios, el 1.20 % eran asiáticos, el 4.02 % eran de otras razas y el 10.78 % eran de una mezcla de razas. Del total de la población, el 6.33 % eran hispanos o latinos de cualquier raza.